# Waggaki Band
Wagakki Band (яп. 和楽器バンド, Вагаккі Бандо) — музичний етно-рок-гурт з Японії. Музичний колектив поєднує у своїй творчості рок з ваґаккі (японські традиційні музичні інструменти) і сигіном (японське мистецтво художньої декламації).Першу популярність гурт набув в інтернеті: кліп на пісню «Tengaku» у перші чотири дні переглянули 200 тисяч разів, а кліп на пісню «Senbonzakura» з моменту його розміщення на YouTube-каналі лейбла Avex Trax набрав понад 140 мільйонів переглядів.

## Історія

### Створення гурту
У лютому 2012 року сігін-співачка Юко Судзухана, гравець на сякухаті Дайсуке Камінага та гравець на кото Кійоші Ібукуро утворили гурт Hanafugetsu. Судзухана у цей період також грала на піаніно. Потім вона задумала гурт, який поєднував би традиційні та сучасні сторони японської культури, що стало початком створення Wagakki Band.
У серпні 2012 року учасники Hanafugetsu познайомилися з гітаристом Мачією, який зарекомендував себе як сесійний музикант із гарною репутацією, який вміє швидко грати. Приблизно у цей час Судзухана познайомилася з барабанщиком Васабі на заході Nico Nico Douga. Раніше Васабі, Камінага та Ібукуро співпрацювали з Куроною — гравцем на вадайко, якого також запросили до нового колективу. Першою роботою гурту стала кавер-версія пісні «Tsuki Kage Mai Ka» (яп. 月・影・舞・華), спочатку створеної для виконання вокалоїдами. Канаде грав на сямісені, Сіракамі Масіро — на бас-гітарі. Відеокліп на пісню вийшов у жовтні 2012 року та став вірусним.
Потім до гурту приєднався бас-гітарист Аса, який є автором пісень для вокалоїдів, зокрема хіта Yoshiwara Lament. Під час їхнього виступу в барі в Сібуї до них підійшла гравець на сямісені Бені Нінагава, яка стала останнім поповненням гурту. Про створення нового гурту було офіційно оголошено у березні 2013 року. Спочатку вони діяли під назвою Suzuhana Yuko and Wagakki Band, проте до початку 2014 року вона скоротилася до Wagakki Band.

### 2013—2014: перший успіх
У квітні 2013 року вийшло музичне відео на першу пісню, записану всіма вісьмома учасниками Wagakki Band — «Rokuchonen to Ichiya Monogatari» (яп. 六兆年と一夜物語, укр. Повість про шість трильйонів років і одну ніч). У серпні того ж року під час Nico Nico Music Master 2 гурт провів перший концерт. У жовтні вийшов відеокліп на пісню Tengaku (яп. 天樂), в якому Матія вперше показав себе. Потім гурт виступав на трьох вечорах під час 10-го Tokyo International Music Market. У листопаді під час THE VOC@LOID M@STER 27 — заходу, присвяченого творчості вокалоїдів, — гурт оприлюднив мініальбом Joshou (яп. 序章), який містить кавер-версії пісень вокалоїдів.
Перший концерт у 2014 році під назвою Wagakki Band Daishinnenkai 2014 — Wagakki X Band Gassen — гурт провів 31 січня в Club Asia в Сібуї. Цього ж дня вийшов відеокліп на «Senbonzakura» (яп. 千本桜), який одразу став хітом і на Nico Nico Douga, і на YouTube, і підвищив впізнаваність гурту за кордоном. Їхній перший альбом Vocalo Zanmai, що містить кавер-версії пісень вокалоїдів, вийшов у квітні 2014 року. Він посів п'яте місце у чарті Oricon і перебував у його сотні 22 тижні поспіль. Після цього гурт почав складати свою музику для подальших альбомів.
У липні 2014 року Wagakki Band вперше виступив за кордоном — на Japan Expo 2014 у Парижі перед 4000 відвідувачами. Пізніше у липні вони провели перший незалежний концерт Vocalo Zanmai Dai Ensoukai ((яп.)ボカロ三昧大演奏会) у Music Exchange у Сібуї. Також вийшов відеокліп першу пісню гурту свого твору — «Hanabi» (яп. 華火). У серпні Wagakki Band брав участь у Japan's a-Nation Festival, а в жовтні з'явився на a-Nation Singapore Premium Showcase Festival. Наприкінці 2014 року на DVD та Blu-ray вийшов запис концерту Vocalo Zanmai Dai Ensoukai.

### 2015— донині: міжнародне визнання
У січні 2015 року в громадській залі Сібуї гурт вперше виступив у концертному залі. Перший незалежний концерт за кордоном під назвою Taipei Dayanchanghui (яп. 台北大演唱会) гурт провів на Тайвані в травні. У тому ж році Wagakki Band був провідним виконавцем на концерті в Club Nokia у Лос-Анджелесі, присвяченого Anime Expo. Також вони вперше з'явилися у телерекламному ролику — для компанії Kirin Mets. Другий альбом Yasou Emaki вийшов у вересні 2015 року та очолив чарт Oricon.
6 січня 2016 року гурт провів новорічний концерт Wagakki Band Daishinnenkai 2016 Nippon Budokan: Akatsuki no Utage у «Ніппон Будокані», на якому було приблизно 10 000 глядачів. 2017 року вийшов студійний альбом Shikisai, у 2018 — Otonoe.
У травні 2019 року Wagakki Band виступили під час «Ночі Японії 2019» у Нью-Йорку, де також були Хайд, Місія та дует Puffy AmiYumi. Через місяць гурт підписав контракт із Universal Music Japan після п'яти років роботи з Avex Group. У рамках угоди менеджмент Wagakki Band перейшов до Ignite Management. У заяві для преси Судзухана повідомила, що гурт хоче випробувати себе у новому музичному середовищі. У грудні вийшов їхній перший мініальбом React, який містив чотири нові пісні.
16 лютого 2020 року Wagakki Band провели концерт Premium Symphonic Night Vol.2 на арені «Осака-дзьо Холл», на якому був задіяний оркестр, і з гуртом виступила Емі Лі — вокалістка Evanescence. Пізніше Лі брала участь у запису синглу «Sakura Rising». Він увійшов у шостий альбом гурту Tokyo Singing, виданий у жовтні 2020 року.
У червні 2021 року вийшов другий мініальбом Starlight. У серпні 2022 року вийшов шостий студійний альбом Vocalo Zanmai 2, який, як і перший диск гурту, містить пісні вокалоїдів у їхньому оригінальному виконанні.

### Хіатус
Офіційний сайт музичного гурту Wagakki Band повідомив, що 31 грудня 2024 року гурт піде у перерву на невизначений термін, і всі вісім його учасників зосередяться на своїй індивідуальній кар'єрі та діяльності. Учасники гурту обговорювали його майбутнє приблизно з осені 2022 року, і всі вирішили спочатку зосередитися на індивідуальній кар'єрі та «підвищити рівень» як артисти та музиканти, перш ніж знову возз'єднатися пізніше як кращий гурт.

## Склад
- Юко Судзухана (яп. 鈴華 ゆう子) — Вокал
- Кійоши Ібукуро (яп. いぶくろ 聖志) — Кото
- Дайсуке Камінага (яп. 神永 大輔) — Бамбукова флейта
- Бені Нінагава (яп. 蜷川 べに) — Цугару-сямісен
- Курона (яп. 黒流) — Вадайко
- Мачія (яп. 町屋) — Гітара. Справжнє ім'я — Сін Омура (яп. 桜村 眞).
- Аса (яп. 亜沙) — Бас-гітара
- Васабі (яп. 山葵) — Ударні. Справжнє ім'я — Акіра Сасакі (яп. ササキ アキラ).

## Дискографія
Студійні альбоми
- VOCALO Zanmai (яп. ボカロ三昧, Бокаро Дзанмаі) (2014)[25]
- Yasou Emaki (яп. 八奏絵巻, Ясо Емакі) (2015)[26]

Сингли
- Hanabi (яп. 華火, Ханабі) (2014)[27]
- Ikusa / Nadeshiko Sakura (яп. 戦-ikusa- / なでしこ桜, Ікуса / Надешіко Сакура, (Рожева сакура)) (2015)[28]

Концертні альбоми
- VOCALO Zanmai Dai Ensou Kai (яп. ボカロ三昧大演奏会, Бокаро Дзанмай Дай Енсо: Кай) (2014)[29]